# Annie Oakley
Phoebe Anne Oakley Moses (Condado de Darke, Ohio, 13 de agosto de 1860-Greenville, Ohio, 3 de noviembre de 1926) fue una famosa tiradora que participó durante diecisiete años en el espectáculo de Buffalo Bill que recreaba escenas del viejo oeste.

## Infancia y juventud
Desde muy joven se dedicó a la cacería para ayudar a sostener a su familia, una madre viuda y siete hermanos, vendiendo la carne a hoteles y restaurantes en Cincinnati.
A la edad de 15 años ganó a Frank Buttler (1847-1926), un tirador y entrenador de perros, los $100 que este apostaba a cualquiera que lo venciese en una competición de tiro. Annie aceptó el reto y el resultado fue que, de 25 tiros posibles, ella no falló ninguno, mientras Butler erró en uno. Ambos contrajeron matrimonio en 1876 y juntos participaron en diversos shows a través del país junto a su perro George. Annie incluía en sus presentaciones rozar a treinta pasos de distancia una carta de baraja desde el costado, darle a un centavo en el aire o apagar un cigarro en la boca de su esposo.

## Carrera
En 1884 conoció a Toro Sentado, quien arregló una entrevista con la tiradora a pesar de ser un prisionero político en Fort Yates; él fue quien le puso el sobrenombre de Little Sure Shot (algo así como "pequeña tiro fijo", pues solo medía metro y medio). En 1885 pasó a formar parte del "Espectáculo del Salvaje Oeste" de Buffalo Bill (Buffalo Bill's Wild West Show) siendo ella la atracción principal, mientras que Frank trabajó como su mánager. En 1887 se presentó en Inglaterra. Dos años después el show volvió a Europa visitando Francia, Italia y España, actuando ante numerosos jefes de Estado como la reina Victoria de Inglaterra, el rey Humberto I de Italia y el káiser alemán Guillermo II con quien supuestamente a petición propia realizó la prueba del cigarrillo en la boca del soberano.
En 1901 su cuerpo quedó parcialmente paralizado al resultar herida en un choque de trenes, pero se recuperó y continuó ofreciendo espectáculos. En 1913 la pareja se retiró momentáneamente. En la vuelta al escenario compartieron la arena con un perro de nombre Dave, y una de sus hazañas consistía en tirarle a una manzana colocada en la cabeza del animal. En 1917, al acaecer la muerte de Buffalo Bill, Annie le dedicó un sentido discurso. Con sesenta años seguía batiendo récords en concursos de tiro. Su salud declinó en 1925 y murió el 3 de noviembre de 1926 de anemia perniciosa en Greenville, Ohio. Su cuerpo fue cremado. El viudo quedó tan afligido que, según B. Haugen, dejó de comer y murió dieciocho días más tarde, siendo enterrado junto a las cenizas de su esposa. No habían tenido hijos. Un rumor afirma que las cenizas de Oakley fueron colocadas en uno de sus preciados trofeos y puestas junto al cuerpo en el ataúd. Tanto el cuerpo como las cenizas fueron colocados en el cementerio de Brock, cerca de Greenville, el Día de Acción de Gracias, el 25 de noviembre de 1926.
Después de su muerte se descubrió que había gastado toda su fortuna en su familia y en obras de caridad. Numerosos objetos personales, recuerdos, carteles, fotografías y armas de fuego de Annie Oakley se encuentran en exhibición en el Museo Garst y en el Centro Nacional Annie Oakley en Greenville, Ohio.

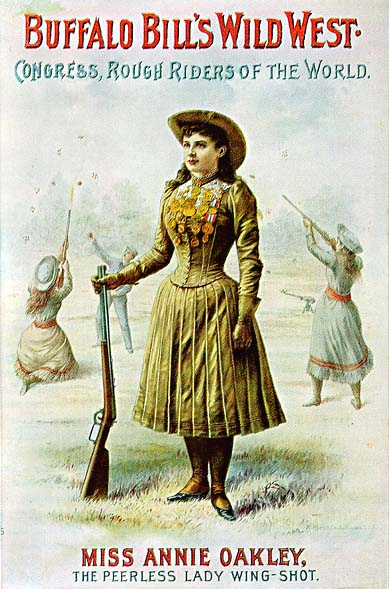
Cartel anunciando a Annie Oakley en el espectáculo de Buffalo Bill

## En la cultura popular
- Irving Berlin escribió un musical con el nombre Annie Get Your Gun (algo así como "Annie toma tu arma") en 1946, basado en la vida de Oakley. El musical fue llevado al cine en 1950.
- En la película Pokémon Heroes: Latios and Latias aparecen dos ladronas llamadas Annie y Oakley, miembros del Equipo Rocket. Sus nombres están basados en Annie Oakley.
- En la película The Parent Trap ('Juego de gemelas' en Hispanoamérica o 'Tú a Londres y yo a California' en España) Annie Oakley es comparada con Elaine Hendrix (actriz del reparto que interpreta a Meredith Blake) como un insulto a Meredith, queriendo dejar en claro que es joven y rápida.
- En el episodio de Los Simpsons, The Lastest Gun in the West, cuando la moda western se apodera de la Escuela Primaria de Springfield, Lisa Simpson grita "soy Annie Oakley" sosteniendo dos revólveres.
- En la adaptación televisiva basada en la novela de Stephen King y producida por él mismo y Steven Spielberg: "Under the Dome"; En la temporada 3, episodio 8 "Punto de ruptura" (minuto 0:34:55), James "Big Jim" Rinnie le dice a Julia Shumway (ambos protagonistas) "-Tranquila Annie Oakley-" haciéndole burla cuando este la intercepta por sorpresa -mientras ella mira distraída el lago- reaccionando ella bruscamente con arma en mano.
- En el cuarto número 6 del motel Bronco, en el juego Parasite Eve II, hay un cuadro de Annie Oakley.
- Fue interpretada por Alyssa Edwards en el segundo episodio de Rupaul Drag race All Stars 2.
- EP.2 Temporada 3 de Gilmore girls. Lorelai hace referencia a Annie Oakley cuando en el periódico ve la noticia de que una tranquila ama de casa asesinó a su esposo con 35 disparos.
- En el episodio "Inside Hobson"/"Annie Oakley" de El show de Peabody y Sherman se muestra la historia de Annie Oakley, que cuando tenía una pistola de agua que es robada por Billy the Kid, Peabody y Sherman la ayudan a recuperarla.
- En el libro Hannibal, de Thomas Harris, se menciona que a Clarice Starling la llaman Oakley la Letal ya que fue campeona de tiro con pistola de combate de todos los servicios por tres años consecutivos.[4]
- Durante un racconto en la película Kill Bill: Vol 2 de Quentin Tarantino, el personaje Beatrix Kiddo se enfrenta a la asesina Karen Kim en la habitación de un hotel. Al preguntarle a Kim si es buena usando la escopeta con la cual le apunta, ella le responde "A esta distancia no tengo que serlo, pero soy una maldita cirujana con la escopeta", a lo que Kiddo replica apuntando su arma contra Kim "Pero adivina qué, perra, soy mejor que Annie Oakley y te tengo en la mira".
- En el videojuego Left 4 Dead 2, si diriges a Ellis como protagonista, en un momento aleatorio del juego puede decirle a Rochel la siguiente frase: "Jod**, eres la put* Annie Oakley". Refiriéndose a lo buena tiradora que es con las armas.
- En la canción "Outlaw" de Morgan Wallen feat Ben Burgess se la menciona en el estribillo

### Audiovisuales
- Compton´s Interactive Encyclopedia. SoftKey Multimedia Inc. 1996.

### Internet
- Bufallo Bill Historical Center. «Annie Oakley». Archivado desde el original el 16 de diciembre de 2008. Consultado el 2007.

- Legends of America. «Historic Women». Archivado desde el original el 28 de septiembre de 2017. Consultado el 2007.